# Cœuvres-et-Valsery
Cœuvres-et-Valsery est une commune française située dans le département de l'Aisne en région Hauts-de-France, formée par ordonnance du 29 mai 1830 par fusion de Cœuvres et Valsery.

## Géographie
Cœuvres-et-Valsery se situe dans le département de l'Aisne à 50 km de la préfecture Laon, à 15 km de la sous-préfecture Soissons et à 9 km de Vic-sur-Aisne, siège du bureau centralisateur du canton. Compiègne est à 28 km, Saint-Quentin à 65 km et Paris à 85 km.

### Communes limitrophes
Le territoire de la commune est limitrophe de six communes.  

| Mortefontaine | Laversine          | Cutry              |
|               | Cœuvres-et-Valsery | Saint-Pierre-Aigle |
| Soucy         | Montgobert         |                    |

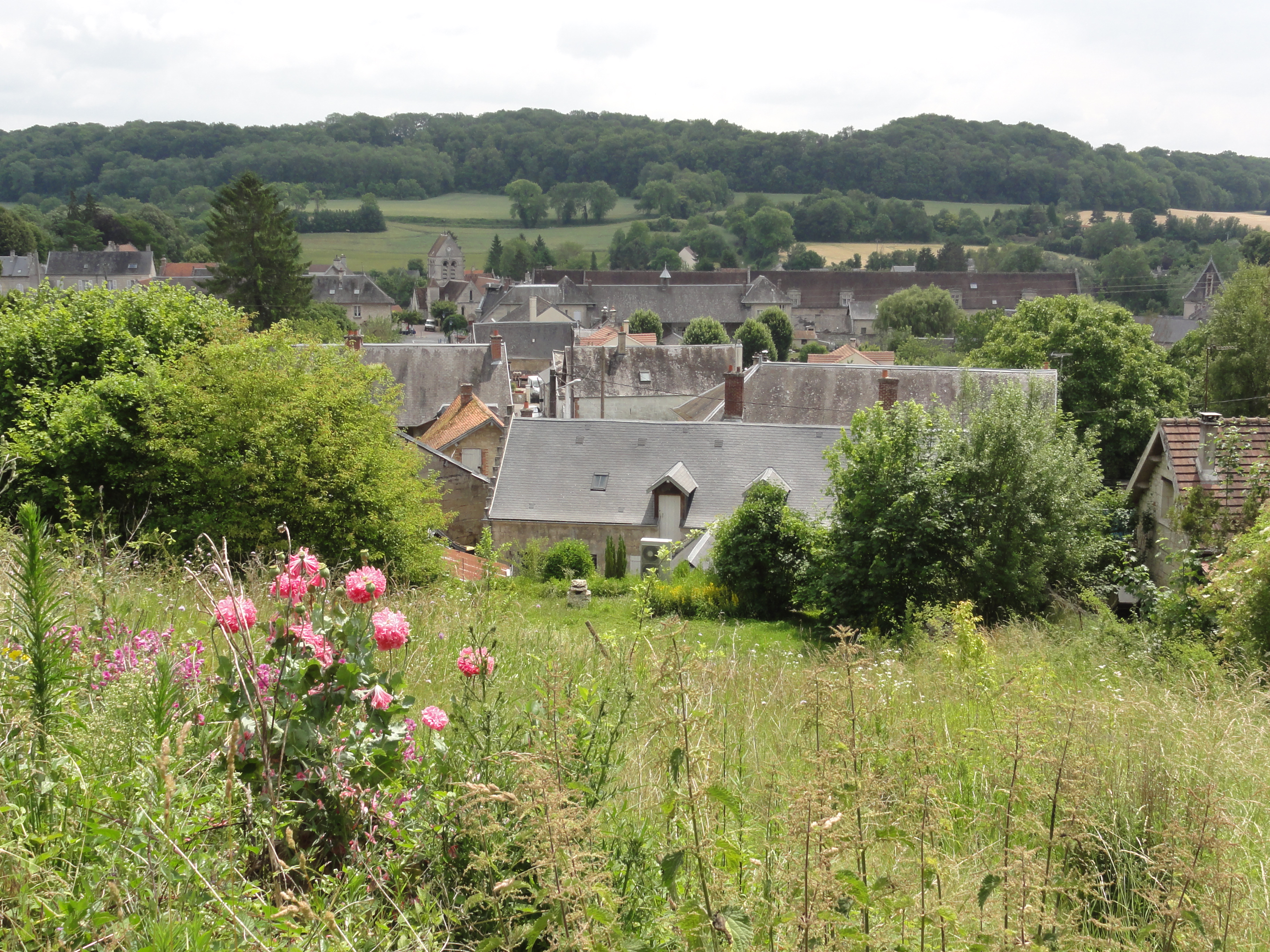
Vue du village.
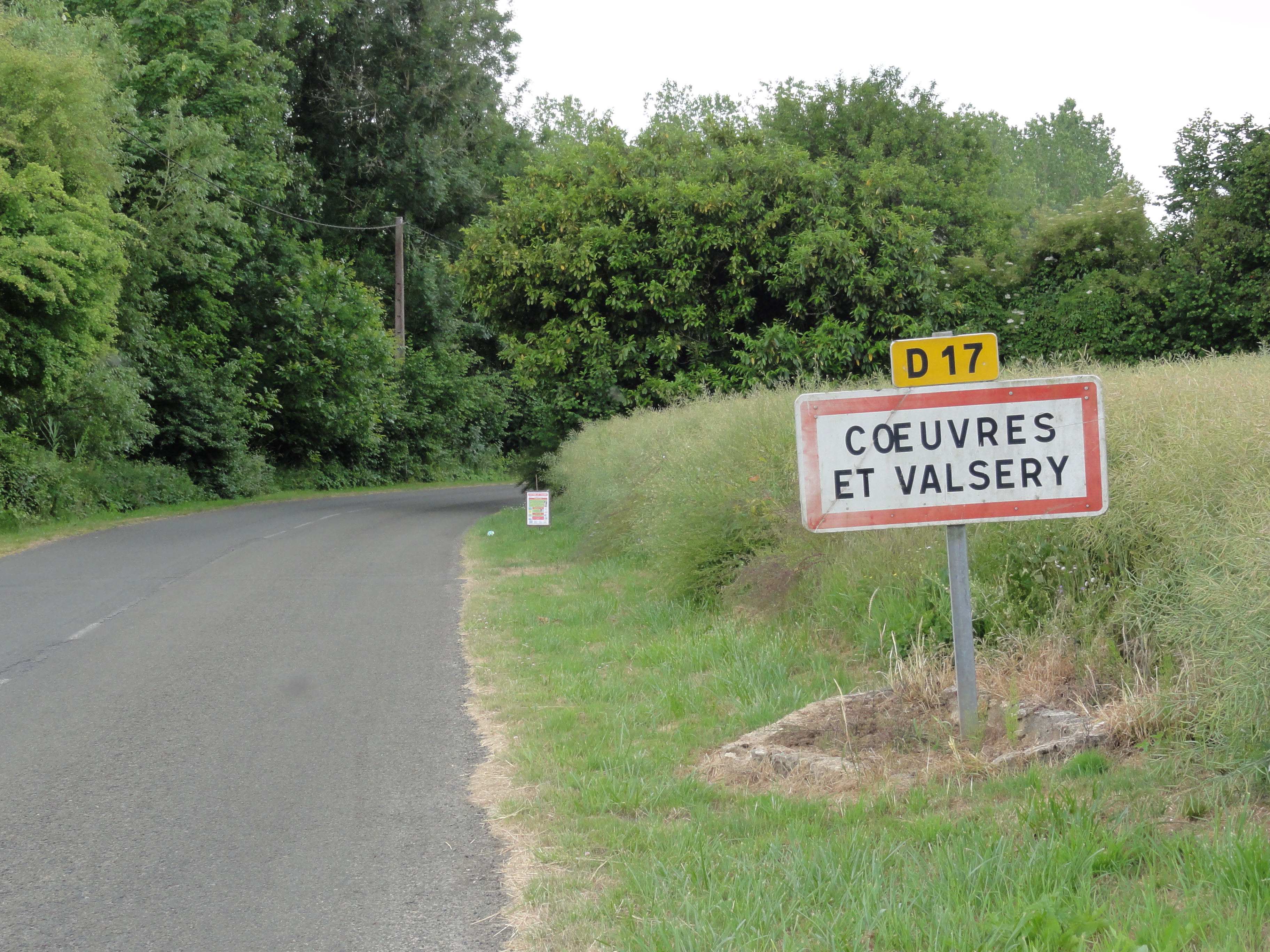
Entrée de Cœuvres-et-Valsery.
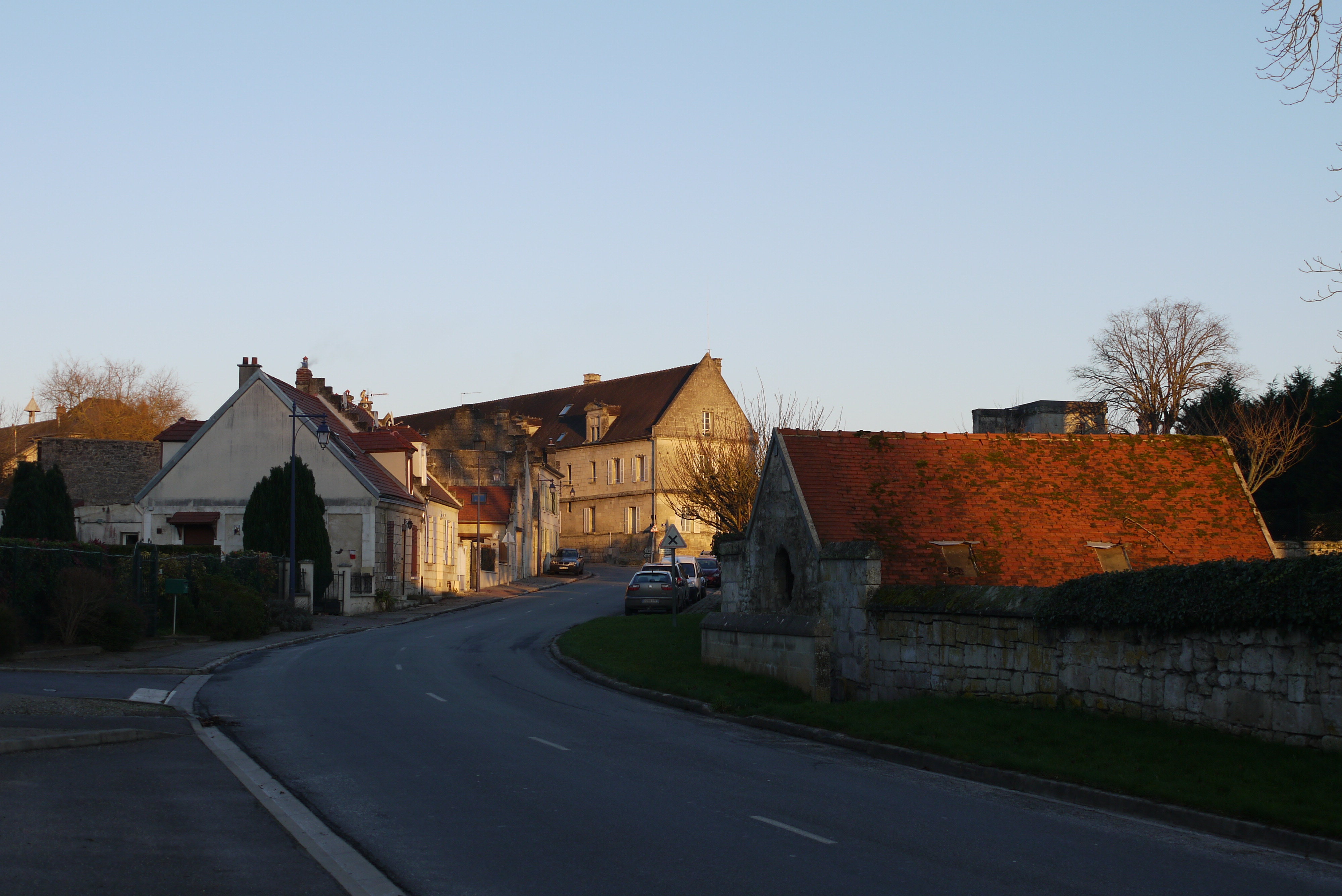
La rue centrale.

### Hydrographie
La commune est située dans le bassin Seine-Normandie. Elle est drainée par le ru de Retz, le ru de Saint-Pierre-Aigle et le fossé du Grand Marais,,.
Le Ru de Retz, d'une longueur de 15 km, prend sa source dans la commune de Puiseux-en-Retz et se jette  dans l'Aisne à Fontenoy, après avoir traversé dix communes. Les caractéristiques hydrologiques du ru de Retz sont données par la station hydrologique située sur la commune d'Ambleny. Le débit moyen mensuel est de 0,449 m3/s. Le débit moyen journalier maximum est de 3,31 m3/s, atteint lors de la crue du 23 août 2011. Le débit instantané maximal est quant à lui de 3,73 m3/s, atteint le même jour.

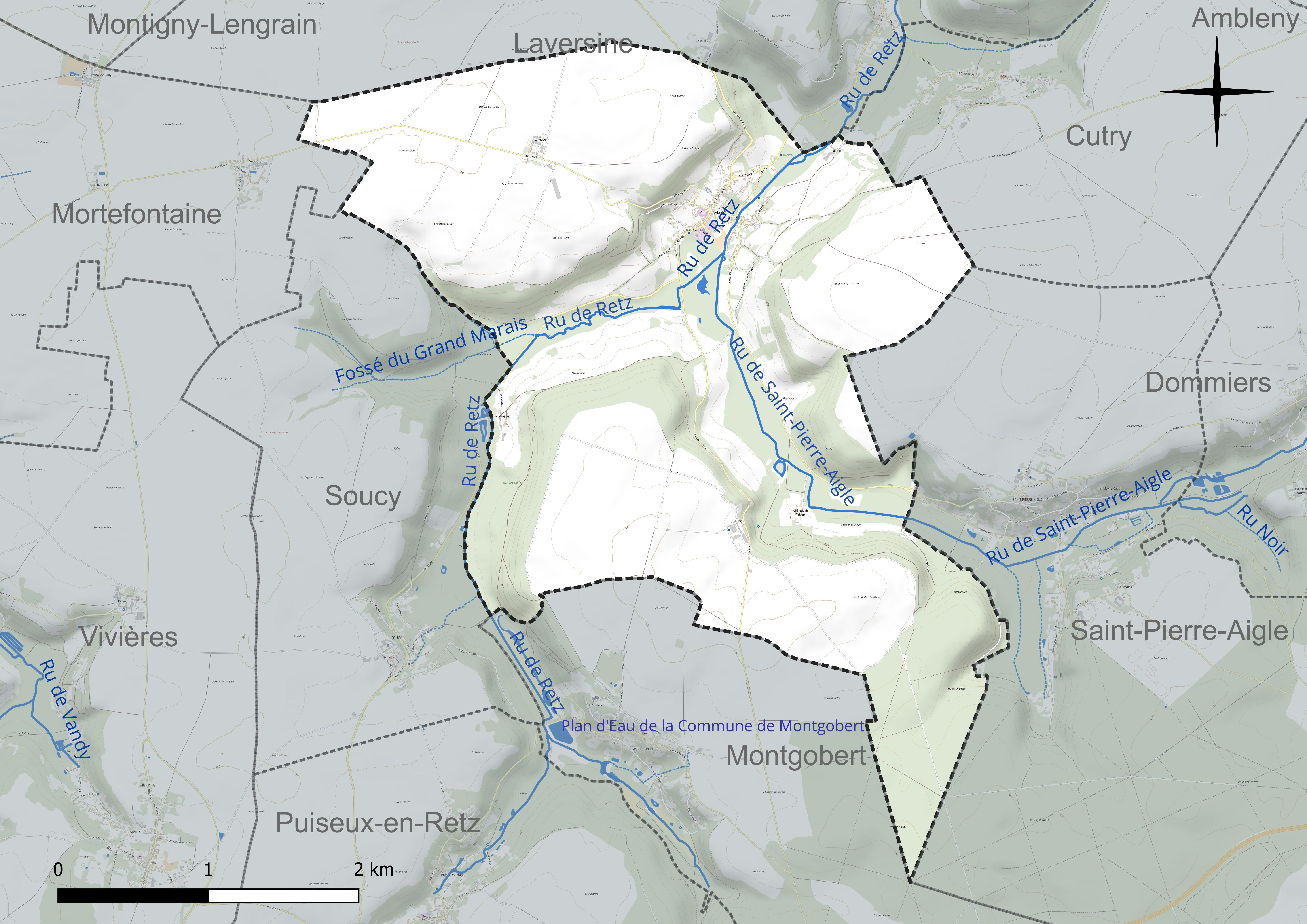
Réseau hydrographique de Cœuvres-et-Valsery.

Un plan d'eau complète le réseau hydrographique : le plan d'eau de la commune de Coeuvres-et-Valsery (0,6 ha),.

### Climat
Pour des articles plus généraux, voir Climat des Hauts-de-France et Climat de l'Aisne.
En 2010, le climat de la commune est de type climat océanique dégradé des plaines du Centre et du Nord, selon une étude du CNRS s'appuyant sur une série de données couvrant la période 1971-2000. En 2020, Météo-France publie une typologie des climats de la France métropolitaine dans laquelle la commune est exposée à un climat océanique altéré et est dans la région climatique Nord-est du bassin Parisien, caractérisée par un ensoleillement médiocre, une pluviométrie moyenne régulièrement répartie au cours de l'année et un hiver froid (3 °C).
Pour la période 1971-2000, la température annuelle moyenne est de 10,5 °C, avec une amplitude thermique annuelle de 15,2 °C. Le cumul annuel moyen de précipitations est de 712 mm, avec 11,4 jours de précipitations en janvier et 8,5 jours en juillet. Pour la période 1991-2020, la température moyenne annuelle observée sur la station météorologique la plus proche, située sur la commune de Margny-lès-Compiègne à 26 km à vol d'oiseau, est de 11,2 °C et le cumul annuel moyen de précipitations est de 633,5 mm,. Pour l'avenir, les paramètres climatiques de la commune estimés pour 2050 selon différents scénarios d'émission de gaz à effet de serre sont consultables sur un site dédié publié par Météo-France en novembre 2022.

## Urbanisme

### Typologie
Au 1er janvier 2024, Cœuvres-et-Valsery est catégorisée commune rurale à habitat dispersé, selon la nouvelle grille communale de densité à 7 niveaux définie par l'Insee en 2022.
Elle est située hors unité urbaine et hors attraction des villes,.

### Occupation des sols
L'occupation des sols de la commune, telle qu'elle ressort de la base de données européenne d'occupation biophysique des sols Corine Land Cover (CLC), est marquée par l'importance des territoires agricoles (64,3 % en 2018), une proportion identique à celle de 1990 (64,3 %). La répartition détaillée en 2018 est la suivante : 
terres arables (61,1 %), forêts (35,6 %), zones agricoles hétérogènes (3,2 %), milieux à végétation arbustive et/ou herbacée (0,1 %).
L'évolution de l'occupation des sols de la commune et de ses infrastructures peut être observée sur les différentes représentations cartographiques du territoire : la carte de Cassini (XVIIIe siècle), la carte d'état-major (1820-1866) et les cartes ou photos aériennes de l'IGN pour la période actuelle (1950 à aujourd'hui).

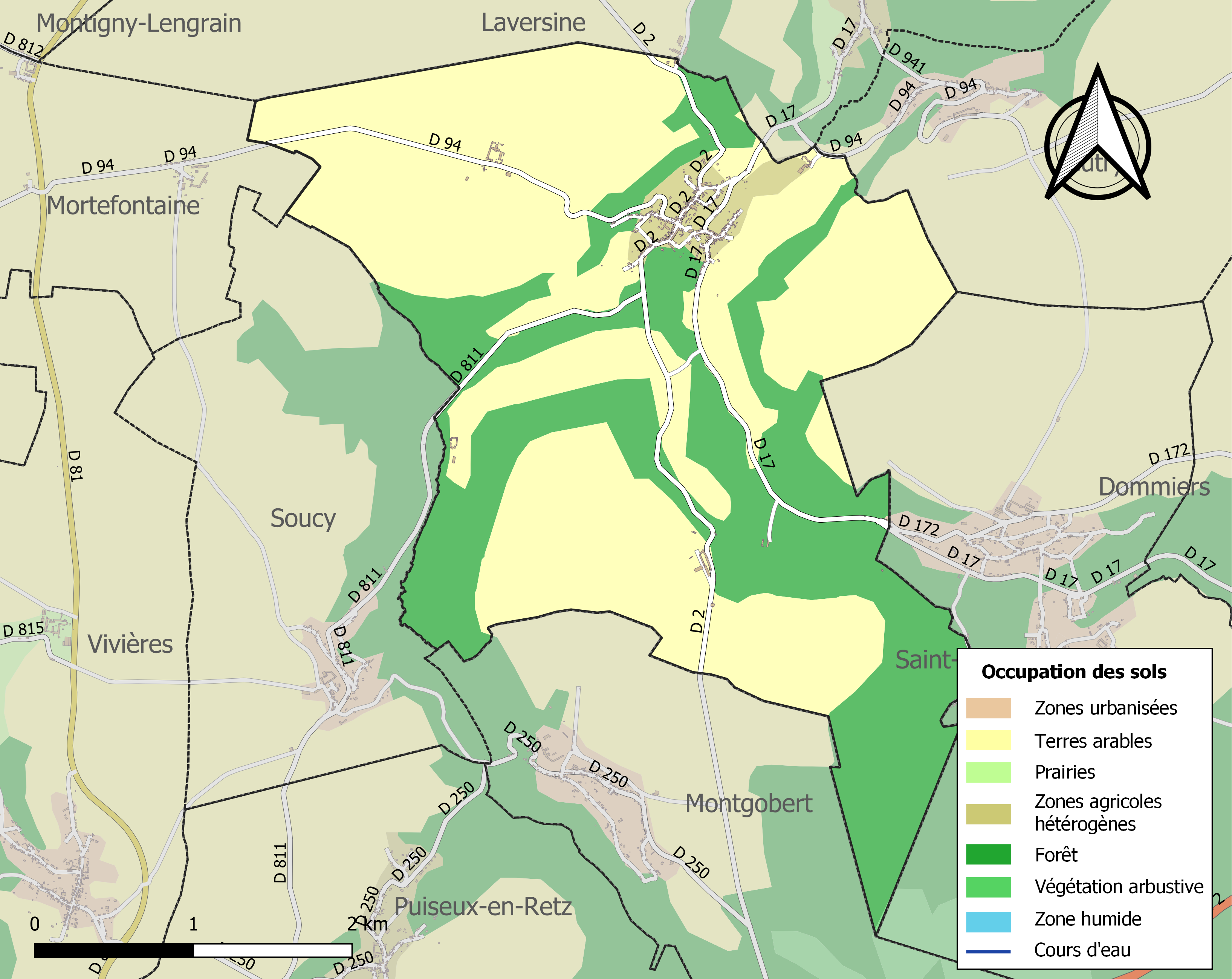
Carte des infrastructures et de l'occupation des sols de la commune en 2018 (CLC).

## Toponymie
Cœuvres est attesté sous les formes Cova (1159) ; Queuves (1204) ; Keuve (1235) ; Kova (1280) ; Ville de Queuve (1288) ; Cueuves (1530) ; Keuves (1550) ; Coeuves (1556) ; Ceuvres (1590) ; Cœuvre (1710).

Du latin cova grotte, creute en picard, au pluriel, « La brèche osseuse de Cœuvres » : fouillée vers 1865.
 
De nombreux lieux désignés grottes sont éloignés de toute cavité ; l'explication donnée par les spécialistes est qu'il existe des ruines en forme de voûte, d'où le nom donné par analogie avec les cryptes construites et généralement voûtées.
Valsery, ancien hameau de la commune, est attesté sous les formes Ecclesia Vallis-Serene (1153) ; ecclesia Beate-Marie-de-Vauseri (1189) ; ecclesia Valserene (1238) ; Wauserit, Vausseri (1265) ; Vausery (1270) ; Valseri (1270) ; Vaussery (1341) ; Notre-Dame-de-Vaulsery (1455) ; Vaulx-Sery (1504) ; Valceri, Valcery (1562) ; Valserie (1765).

## Histoire

### Origine
Les premiers actes évoquant la possession de la terre de Cœuvres dateraient du IXe siècle, sous forme de portion de la forêt de Retz. La seigneurie de Cœuvres fut démembrée au XIIIe siècle et dépendait alors de la châtellenie de Pierrefonds. 

### XIXesiècle
En 1814 les troupes russes qui assiègent Soissons se dirigent sur Paris. Un détachement passa à Cœuvres et se livra à des actes de brutalité envers les habitants.
Le 13 septembre 1870, les Prussiens pénètrent dans le village ils l'occuperont jusqu'à fin mars 1871.
De nombreuses violences et pillages auront lieu pendant cette occupation.
Le maire, le baron d'Estave de Valsery sera particulièrement touché et éprouvé, il mourra des suites de ces épreuves en 1871.
Le 18 octobre 1870 le ballon monté Victor-Hugo s'envole du jardin des Tuileries à Paris alors assiégé par les Prussiens et termine sa course à Cœuvres après avoir parcouru 117 kilomètres.

### Première guerre mondiale
Le 1er septembre 1914, les troupes allemandes entrent au château. Le comte Albert de Bertier de Sauvigny, maire de Cœuvres et propriétaire du château, devra y loger le duc Ernst-Gûnther de Slesvig-Holstein et le prince de Saxe-Meiningen. Le général von Kluck et son état-major logera à la villa Jeanne d'Arc. Le 12 septembre 1914, les Allemands sont repoussés par l'offensive de la 1re bataille de la Marne et c'est l'état-major de la VIe armée française avec le général Maunoury et Franchet d'Espérey qui les remplacent au château.
Quatre années durant, de nombreux régiments, division d'infirmiers, chirurgiens et ambulances se succédèrent au château de Cœuvres et de Valsery. Beaucoup de soldats cantonnèrent dans le village, pour prendre du repos avant de monter au front sur les tranchées de Nouvron, Vingré, Fontenoy, Vic-sur-Aisne, etc. Le bourg subira des bombardements d'artilleries et divers incendies de granges.

#### Mutineries de juin 1917
Le 2 juin 1917, une mutinerie se déclara et les soldats « mutins » se regroupèrent dans des bois de la commune.
Puis ils se dirigent à Missy-aux-Bois où ils feront reddition le 8 juin.
Le conseil de guerre se tiendra du 23 au 25 juin au palais de justice de Soissons. 17 condamnations à mort seront prononcées. Le 4 juillet le Président de la République Raymond Poincaré commue 16 peines de mort en travaux forcés.
Seul Ruffier Joseph sera exécuté le 6 juillet 1917 à Saint-Pierre-Aigle, il repose au cimetière militaire de Vauxbuin.

#### Combat de Cœuvres juin et juillet 1918
Pour relier les troupes allemandes d'Oskar von Hutier et celles de la VIIe armée du général Max von Boehn, Ludendorff lance celui-ci à l'attaque, en direction de Pierrefonds, entre les deux forêts de Villers-Cotterets et de Compiègne : après une violente préparation d'artillerie, von Boehn attaque dans la région de Saint-Pierre-Aigle et sur le plateau des Trois-Peupliers. De forts détachements réussirent à s'infiltrer dans les bois par Vertes Feuilles. Il y avait la une division d'élite : la 2e division de cavalerie à pied du général Hennocque. Les 5e, 8e et 12e cuirassiers résistèrent héroïquement, et ce ne fut qu'après un terrible corps à corps, et au prix des plus lourds sacrifices, que les Allemands réussirent à progresser jusqu'au ru de Retz.
Le 12 juin, les forces allemandes ne purent avancer du côté d'Ambleny, mais parvinrent au ravin, à l'est de Laversine, pénétrèrent dans Cœuvres, Valsery et Saint-Pierre-Aigle et rejetèrent les troupes françaises vers Montgobert. Le 13, après de terribles combats, au cours desquels elles n'avancèrent que pied à pied, elles réussirent à emporter Laversine, mais ne purent déboucher de Cœuvres ni progresser à l'ouest de la ferme Vertes Feuilles. Violemment bombardées et attaquées par les chars d'assaut, elles subirent de grosses pertes ; la 11e division bavaroise fut fort éprouvée par les obus toxiques dans la région de Cœuvres ; deux compagnies notamment, en soutien à Cutry, furent presque entièrement intoxiquées.
Le 14, les Allemands, essoufflés et décimés, étaient contenus partout. Dès le 15, les contre-attaques françaises les rejetaient de Cœuvres et de Valsery ; un bataillon du 9e zouaves captura 130 prisonniers et 7 mitrailleuses dans Cœuvres ; le 17, la progression continua à l'est d'Ambleny, au sud de Valsery et de Montgobert ; le 28 juin, une attaque sur sept kilomètres, du sud d'Ambleny à l'est de Montgobert permit de regagner près de deux kilomètres en profondeur : les villages fortifiés de Fosse-en-Haut, Laversine, les hauteurs nord-ouest de Cutry et les croupes sud de Saint-Pierre-Aigle furent enlevées et près de 1 100 prisonniers capturés ; le lendemain, à deux reprises, les Allemands tentèrent de reprendre les positions perdues, mais se firent durement repousser. Les troupes françaises les harcelèrent sans cesse, à la fin de juin, dans la région de Saint-Pierre-Aigle ; la 14e division allemande, très éprouvée, dut être relevée par la 42e division, venue du front de Lens. Le 28 juin au matin, deux bataillons du 1er régiment de tirailleurs marocains de la 153e division d'infanterie et des chars d'assaut soutenus par l'artillerie de la division du Maroc, emportaient, le plateau de Cutry et s'emparaient de 7 officiers, 32 sous-officiers, de 164 hommes, de 25 mitrailleuses, de 5 minen[Quoi ?] et d'un canon de 77.
Puis la bataille s'éteignit à l'est comme au nord. L'offensive sur Compiègne était définitivement enrayée.
Les pertes françaises et américaines s'élèvent à 35 000 hommes, on estime que les pertes allemandes sont beaucoup plus élevées. Ludendorff, qui souhaite de plus en plus marquer une victoire décisive, prévoit une cinquième offensive ailleurs sur le front occidental.
Cette offensive de la 2e bataille de la Marne, provoqua par ces violents combats d'artilleries et de chars
la destruction presque totale du village. Château, église, mairie, écoles, commerces, fermes et maisons d'habitations tout n'était plus que ruines.

### Généalogie
Cette brève généalogie donne à ce lieu un lien familial de la terre de Cœuvres à une dame de la cour très proche du souverain Henri IV :
Jean d'Estrées, seigneur de Valieu et de Cœuvres, né en 1486, chevalier de l'Ordre du Roi, élevé page de la reine Anne de Bretagne, rendit des services signalés dans les armées, sous le roi François Ier.
Henri II lui donna la charge de maître et capitaine général d'Artillerie, par lettres du 9 juillet 1550. Il fut capitaine de Folembray en 1556, servit à la prise de Calais en 1558, et mourut en 1567. 
Il portait pour armes : écartelé au 1 et 4 fretté, d'argent et de sable ; au chef d'or, chargé de 3 merlettes de sable (qui est d'Eestrées) et au 2 et 3 d'or, au lion d'azur, couronné et lampassé de gueules (qui est de la Cauchie).
Il avait épousé Catherine de Bourbon, fille aînée de Jacques de Bourbon, bâtard de Vendôme, seigneur de Bonneval, de Ligny et de Lambercourt, et de Jeanne de Rubempré, en reconnaissance de ce qu'en une rencontre il avait sauvé la vie à ce seigneur de Bonneval, que les ennemis avaient renversé par terre. Il eut :
1) Antoine
2) Françoise mariée à Philippe de Longueval, seigneur de Haraucourt et de Cramail, chevalier de l'Ordre du Roi, maître de la Garderobe d'Antoine de Bourbon, roi de Navarre, mort en 1610, âgé de 107 ans.
3) Barbe, mariée en 1) à N... de Pymont, seigneur de Bulleux, en 2) à Jean de Broc, seigneur de la Cour de Broc et de la ville aux Fouriers ; et en 3) à René de Vendômois, seigneur de Chamarain.
Antoine d'Estrées, 4e du nom, portait : écartelé au 1 et 4 (qui est d'Estrées) ; au 2 de Bourbon, au bâton de gueules péri en bande, chargé d'un bâton d'argent péri en barre ; et au 3 de la Gauchie. 
Il fut gouverneur, sénéchal et premier baron du Boulonnois, vicomte de Soissons et de Bersy, seigneur châtelain et marquis de Cœuvres, chevalier des Ordres du Roi à la première création, de l'an 1578, gouverneur de la Fère, de Paris et de l'Île de France, pourvu au Camp de Pas en Artois en 1597 de la charge de grand-maître de l'Artillerie de France, que son père avait possédée. Il en donna sa démission en 1599, et avait épousé à Chartres, le 14 février 1559, Françoise Babou, seconde fille de Jean Babou, seigneur de la Bourdaisière, comte de Sagonne, maître de l'Artillerie de France, et de Françoise Robertet. Elle fut tuée à Issoire en Auvergne, dans une émeute pendant les guerres de la Ligue, le dernier décembre 1593.
Gabrielle d'Estrées était mariée à Nicolas d'Amerval, seigneur de Liencourt près Nesle en Picardie, gouverneur de Chauny, duquel elle fut séparée.
Elle fut depuis favorite du roi Henri IV, qui la fit marquise de Monceaux, ensuite duchesse de Beaufort, par lettres du 10 juillet 1597. Elle en eut plusieurs enfants, et mourut le samedi avant Pâques 1599.

## Politique et administration

### Découpage territorial
La commune de Cœuvres-et-Valsery est membre de la communauté de communes Retz-en-Valois, un établissement public de coopération intercommunale (EPCI) à fiscalité propre créé le 1er janvier 2017 dont le siège est à Villers-Cotterêts. Ce dernier est par ailleurs membre d'autres groupements intercommunaux.
Sur le plan administratif, elle est rattachée à l'arrondissement de Soissons, au département de l'Aisne et à la région Hauts-de-France. Sur le plan électoral, elle dépend du  canton de Vic-sur-Aisne pour l'élection des conseillers départementaux, depuis le redécoupage cantonal de 2014 entré en vigueur en 2015, et de la quatrième circonscription de l'Aisne  pour les élections législatives, depuis le dernier découpage électoral de 2010.

## Démographie
L'évolution du nombre d'habitants est connue à travers les recensements de la population effectués dans la commune depuis 1793. Pour les communes de moins de 10 000 habitants, une enquête de recensement portant sur toute la population est réalisée tous les cinq ans, les populations de référence des années intermédiaires étant quant à elles estimées par interpolation ou extrapolation. Pour la commune, le premier recensement exhaustif entrant dans le cadre du nouveau dispositif a été réalisé en 2006.

En 2022, la commune comptait 466 habitants, en évolution de +6,15 % par rapport à 2016 (Aisne : −1,97 %, France hors Mayotte : +2,11 %).
| 1793 | 1800 | 1806 | 1821 | 1831 | 1836 | 1841 | 1846 | 1851 |
| ---- | ---- | ---- | ---- | ---- | ---- | ---- | ---- | ---- |
| 437  | 472  | 483  | 528  | 693  | 670  | 678  | 684  | 725  |

| 1856 | 1861 | 1866 | 1872 | 1876 | 1881 | 1886 | 1891 | 1896 |
| ---- | ---- | ---- | ---- | ---- | ---- | ---- | ---- | ---- |
| 715  | 683  | 718  | 659  | 643  | 621  | 596  | 566  | 570  |

| 1901 | 1906 | 1911 | 1921 | 1926 | 1931 | 1936 | 1946 | 1954 |
| ---- | ---- | ---- | ---- | ---- | ---- | ---- | ---- | ---- |
| 597  | 610  | 607  | 432  | 534  | 557  | 579  | 556  | 486  |

| 1962 | 1968 | 1975 | 1982 | 1990 | 1999 | 2006 | 2011 | 2016 |
| ---- | ---- | ---- | ---- | ---- | ---- | ---- | ---- | ---- |
| 453  | 402  | 399  | 480  | 449  | 432  | 471  | 462  | 439  |

| 2021 | 2022 | - | - | - | - | - | - | - |
| ---- | ---- | - | - | - | - | - | - | - |
| 458  | 466  | - | - | - | - | - | - | - |

| 1793 | 1800 | 1806 | 1821 |
| ---- | ---- | ---- | ---- |
| 41   | 59   | 61   | 88   |

## Culture locale et patrimoine

### Lieux et monuments
Trois sites sont classés Monument historique :
- l'église Saint-Médard-et-Saint-Gildard du XIIe siècle classée en 1920 ;
- l'ancienne abbaye Notre-Dame de Valsery (Prémontrés), vestiges avec mur d'enceinte classés en 1986 ;
- le château de Gabrielle d'Estrées, daté du XVIe siècle, classé en 1927.

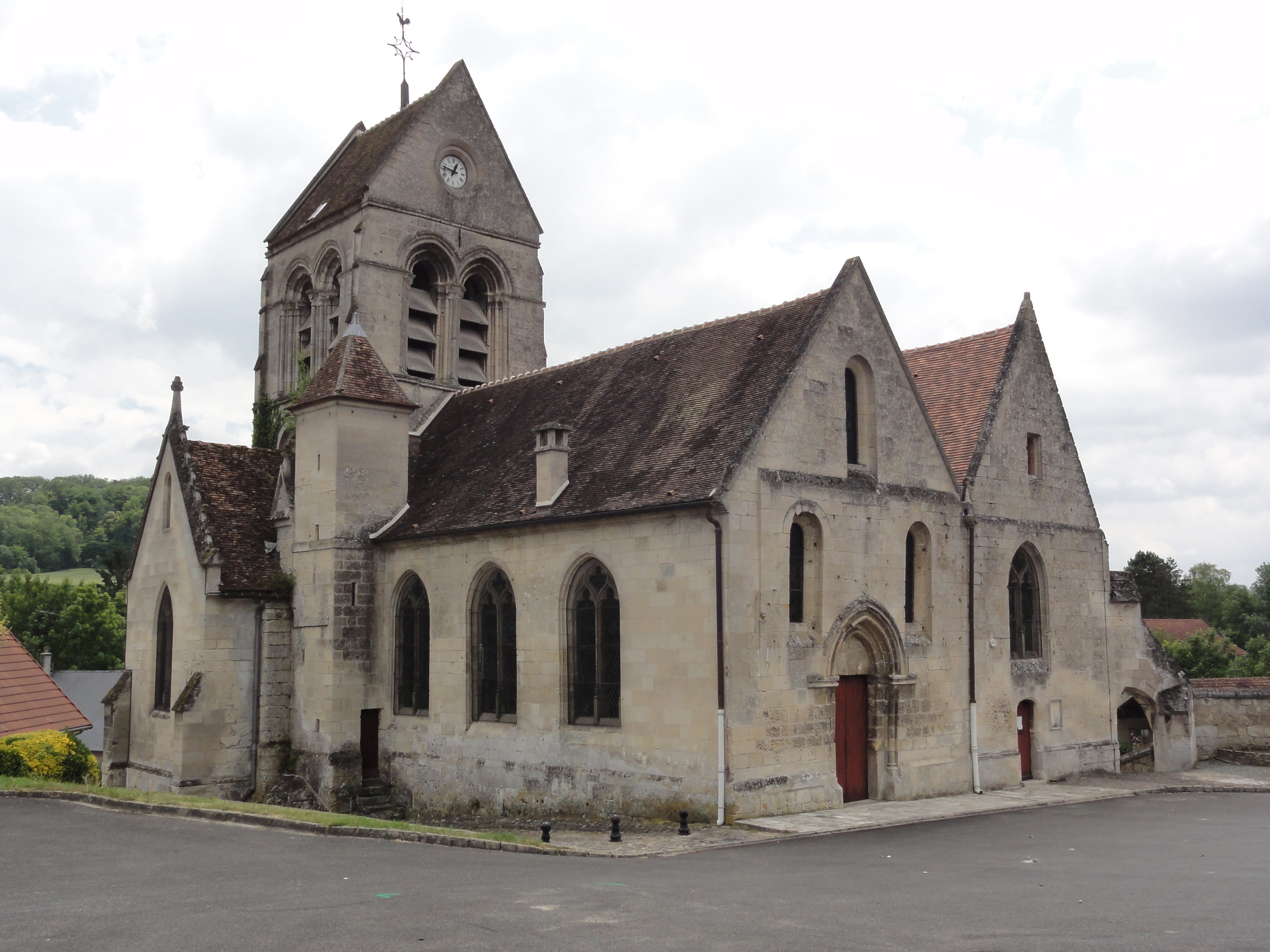
L'église Saint-Médard-et-Saint-Gildard.
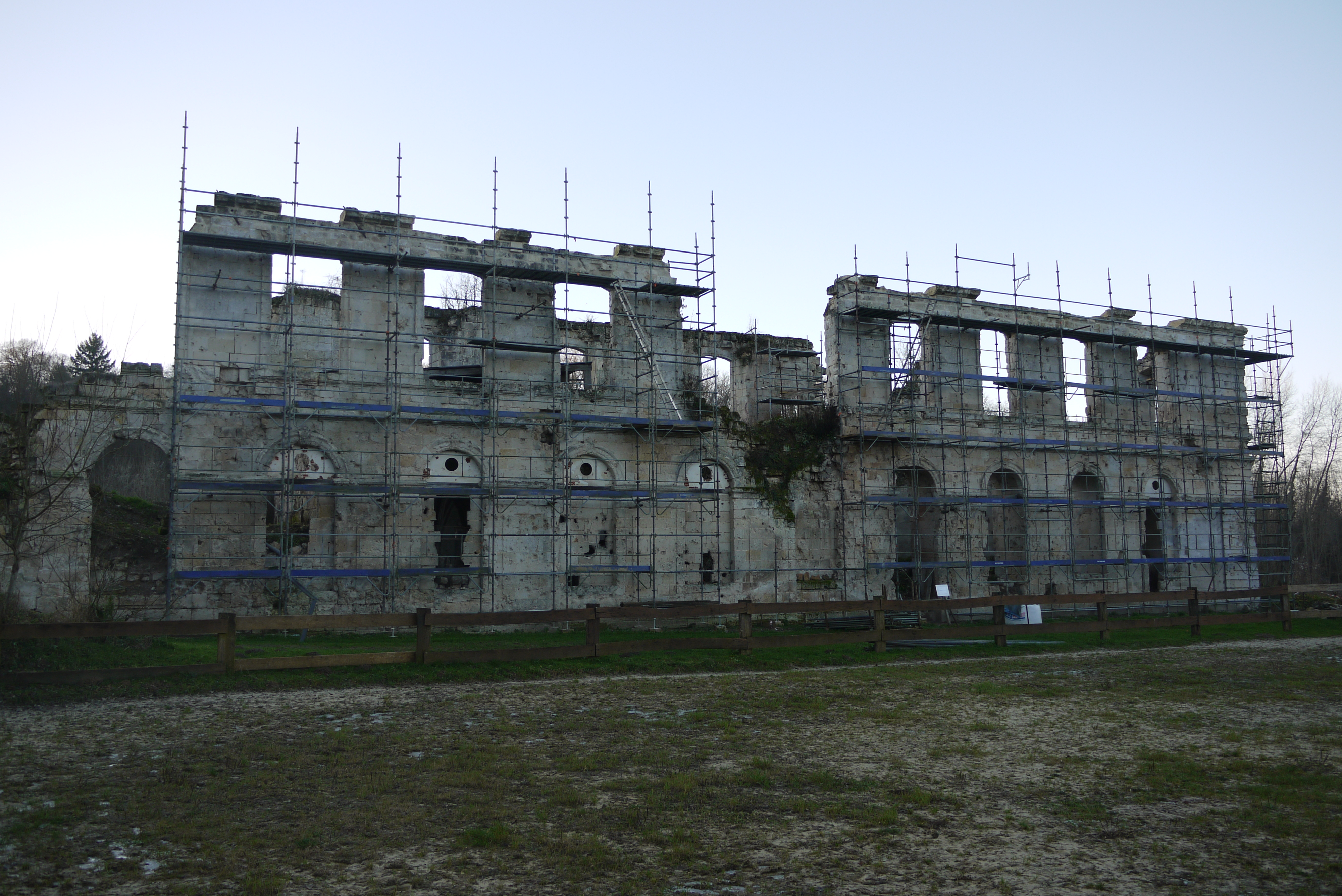
L'abbaye de Valsery.
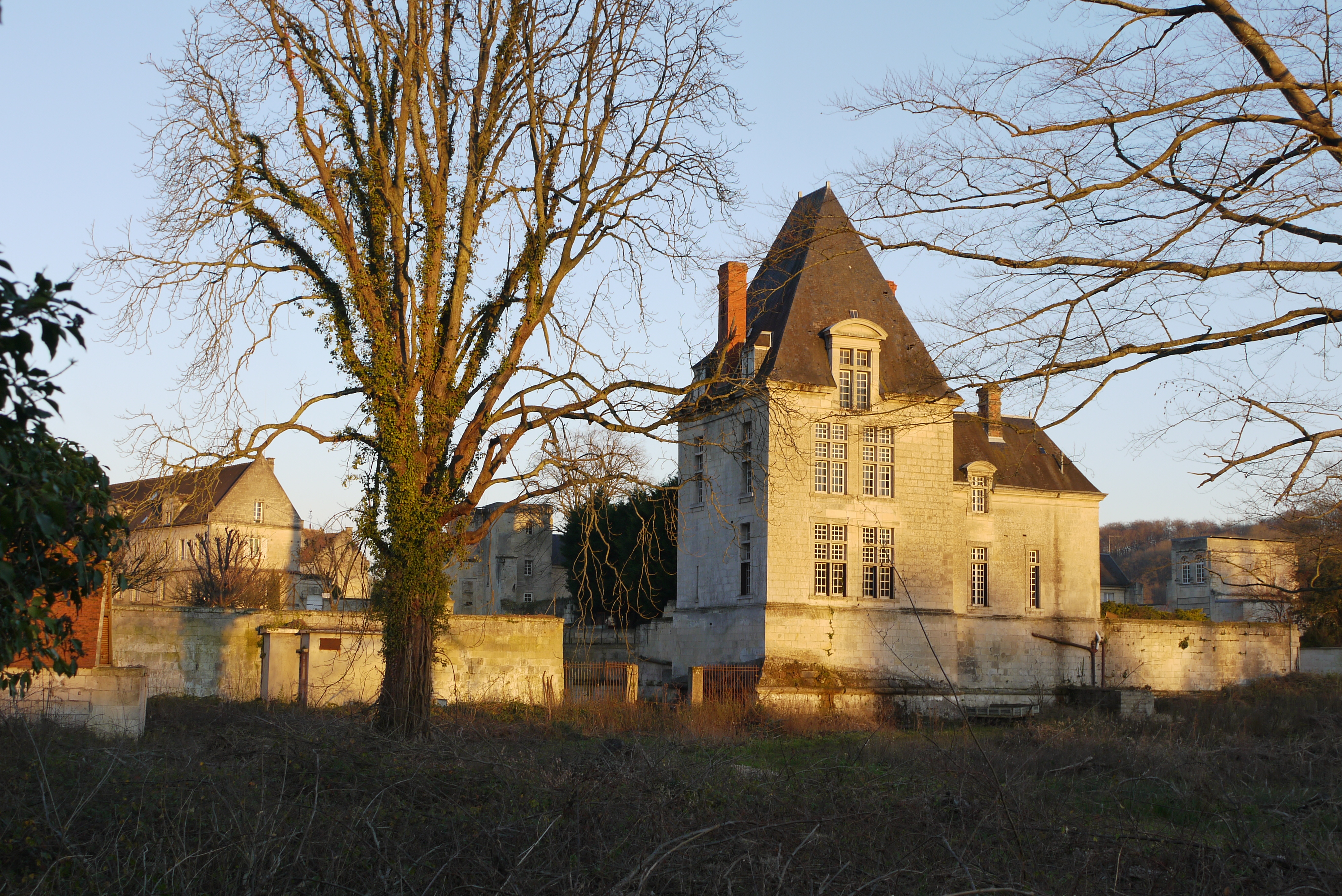
Le château de Cœuvres.

Il y a plusieurs mémorials de guerre :
- le monument aux morts ;
- tombes de guerre britanniques de la Commonwealth War Graves Commission au cimetière : cinq tombes de 1918, six tombes de 1944 ;
- la pierre tombale de la famille Rancy / Bertier de Sauvigny, qui fait mention de Alexis Benigne Henri Bertier de Sauvigny, caporal du 153e RI, mort à Douaumont en 1916 ;
- un mémorial de Léon Garnier mort en 1918 ;
- une plaque commémorant l'abbé Petin, curé, déporté, mort à Neuengamme en 1944 ;
- une plaque commémorant John Blair Beach, libérateur de Cœuvres (1944).

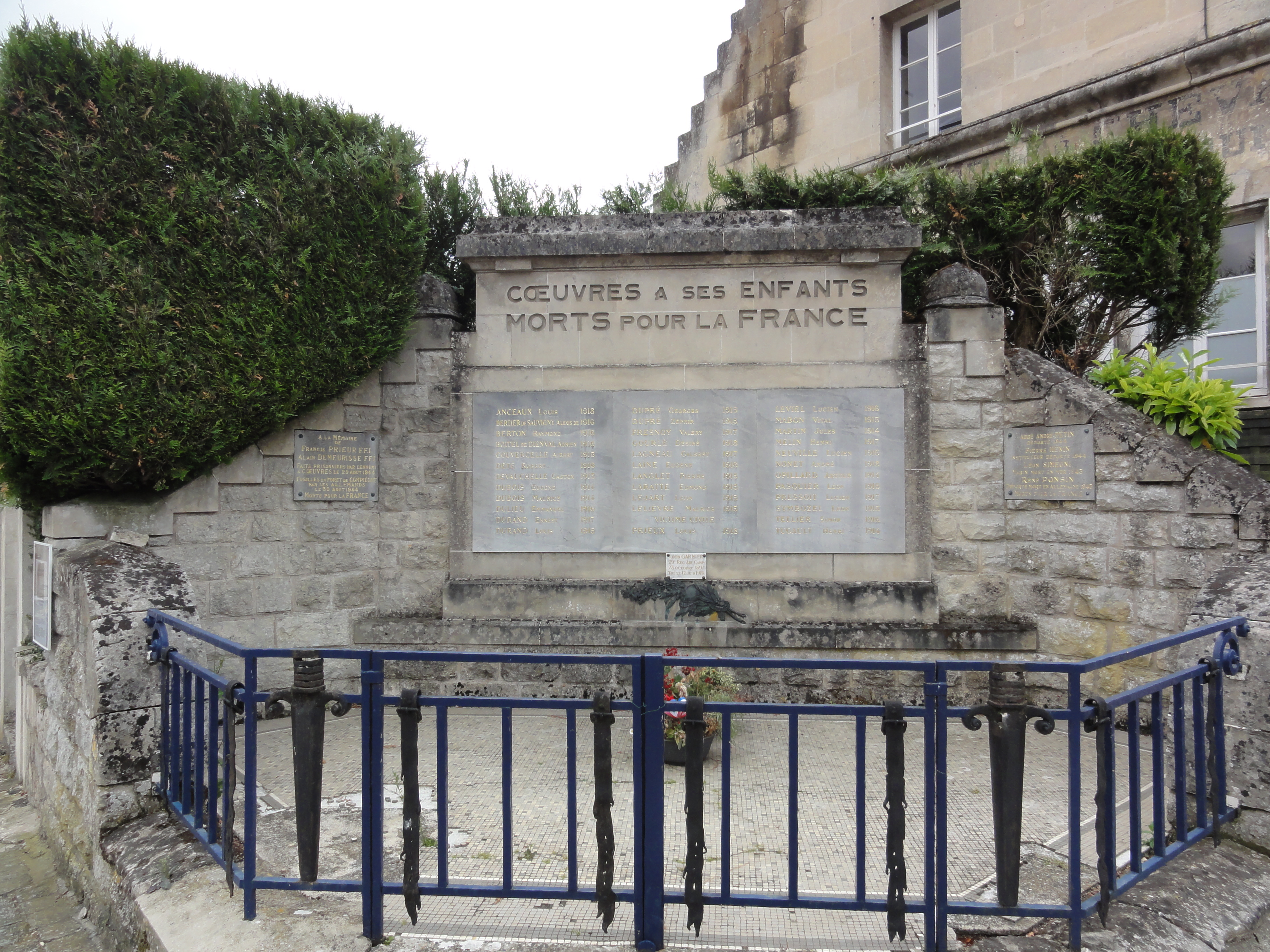
Le monument aux morts.
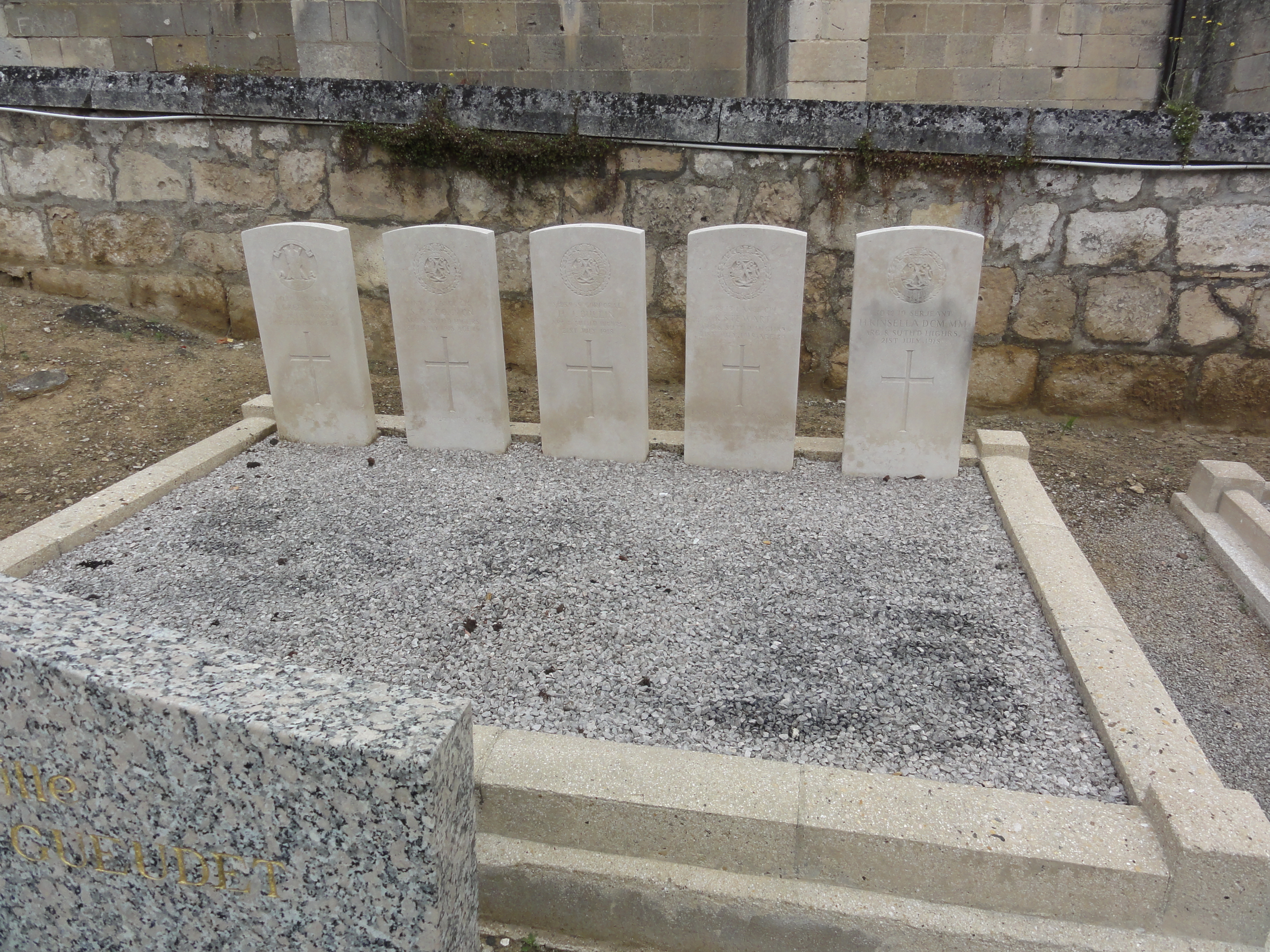
Les tombes britanniques de 1918.
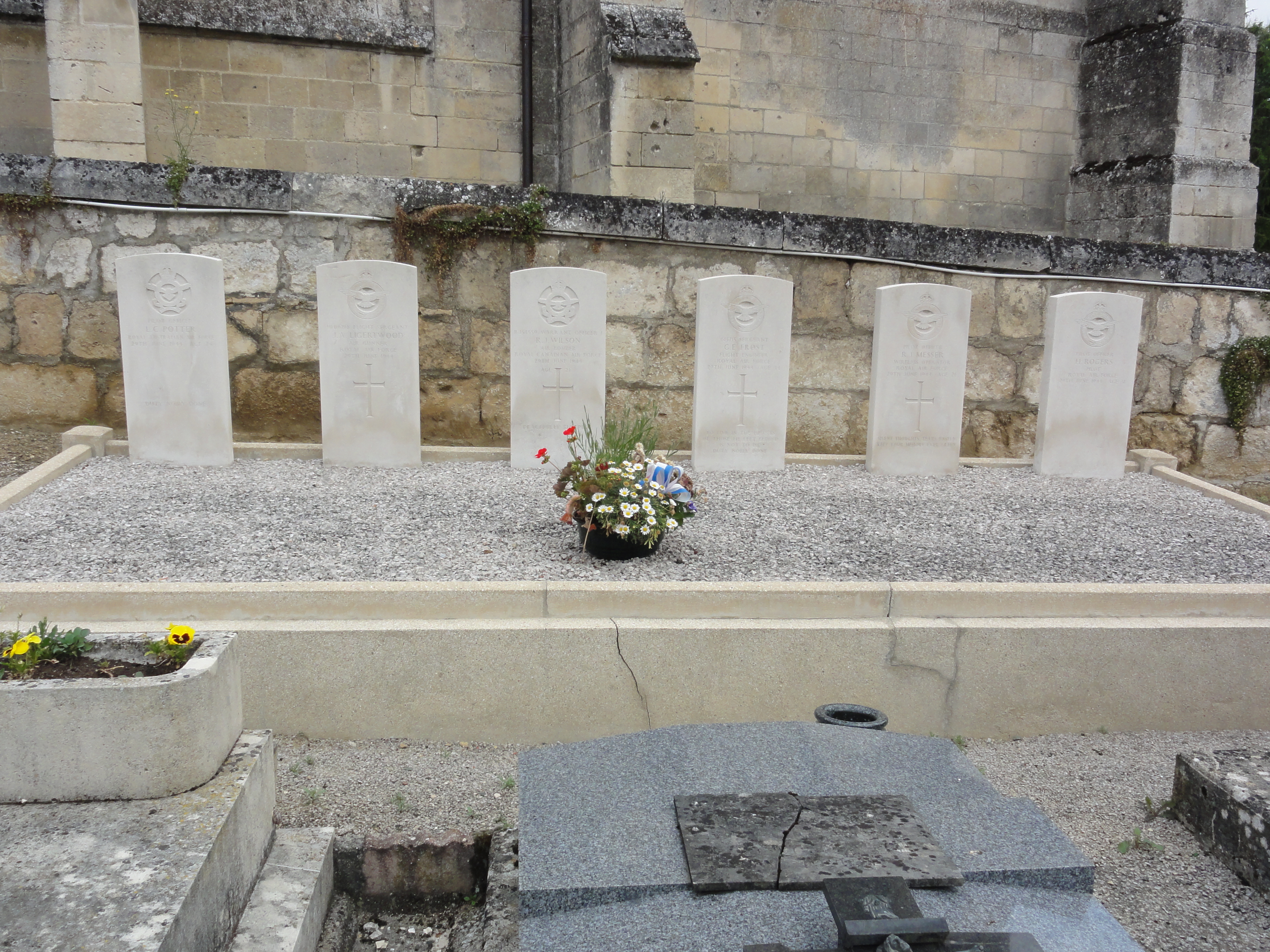
Les tombes britanniques de 1944.
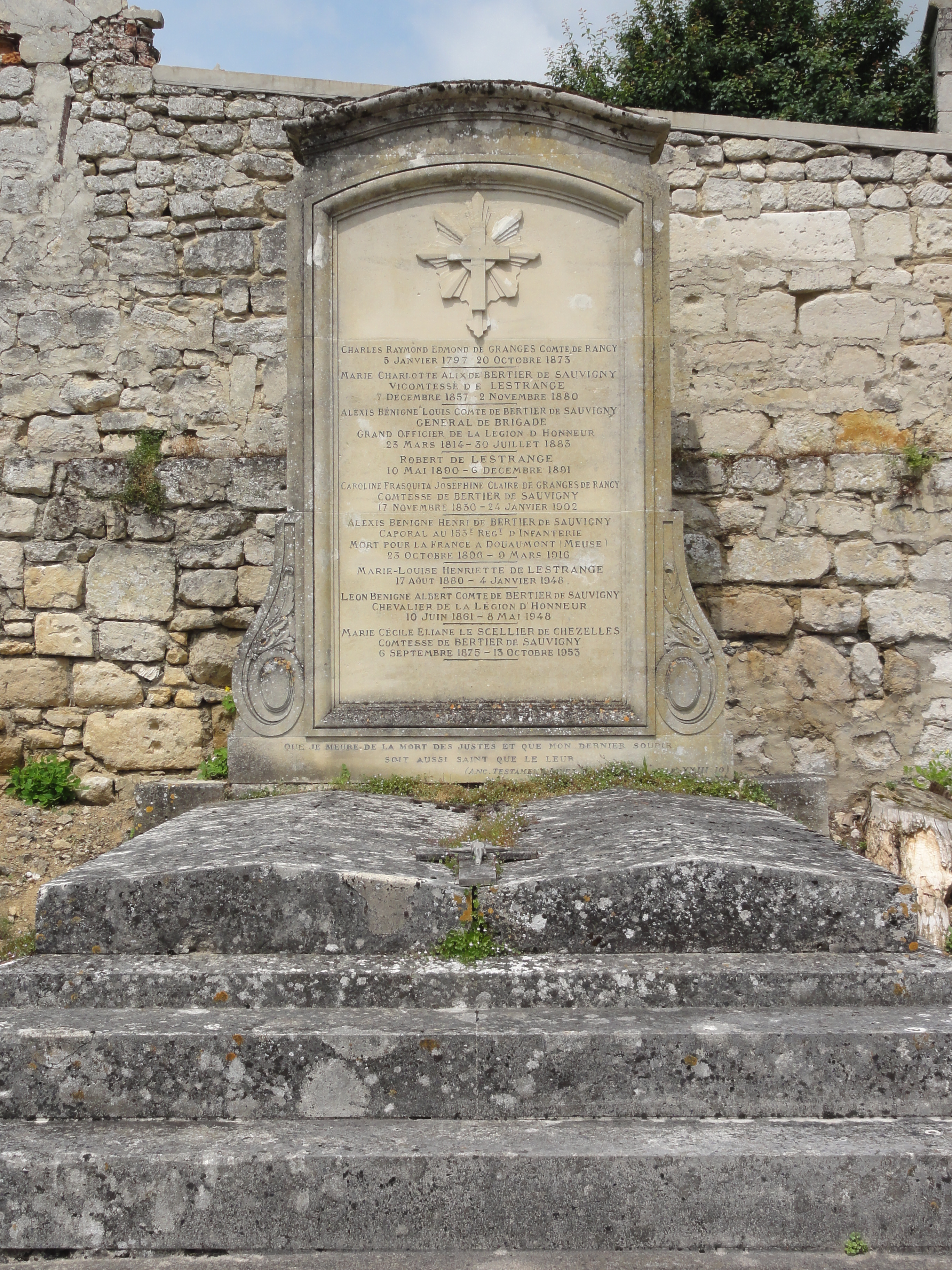
Pierre tombale mentionnant Alexis Benigne Henri Bertier de Sauvigny, mort en 1916.
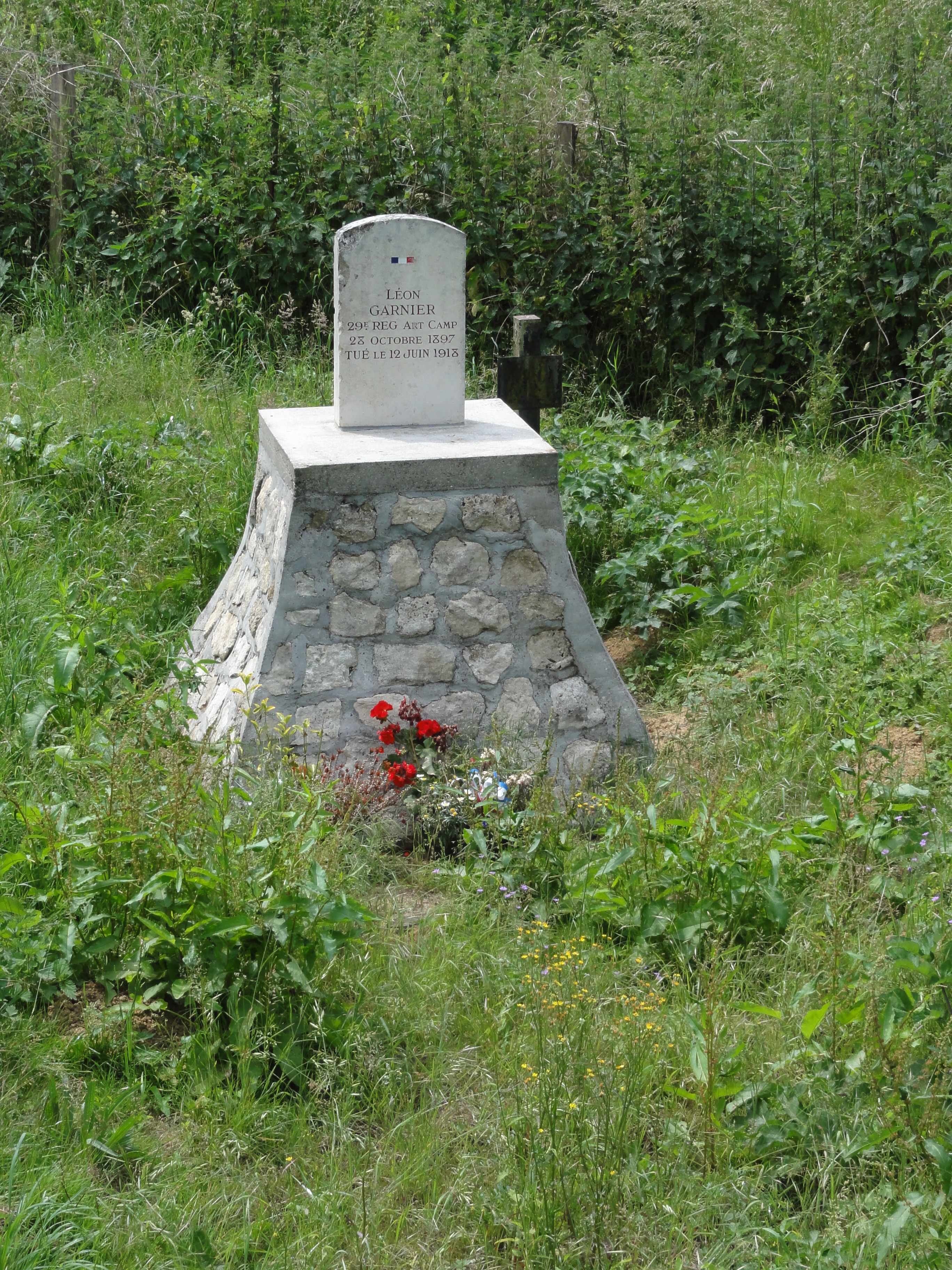
Le mémorial de Léon Garnier, mort en 1918.
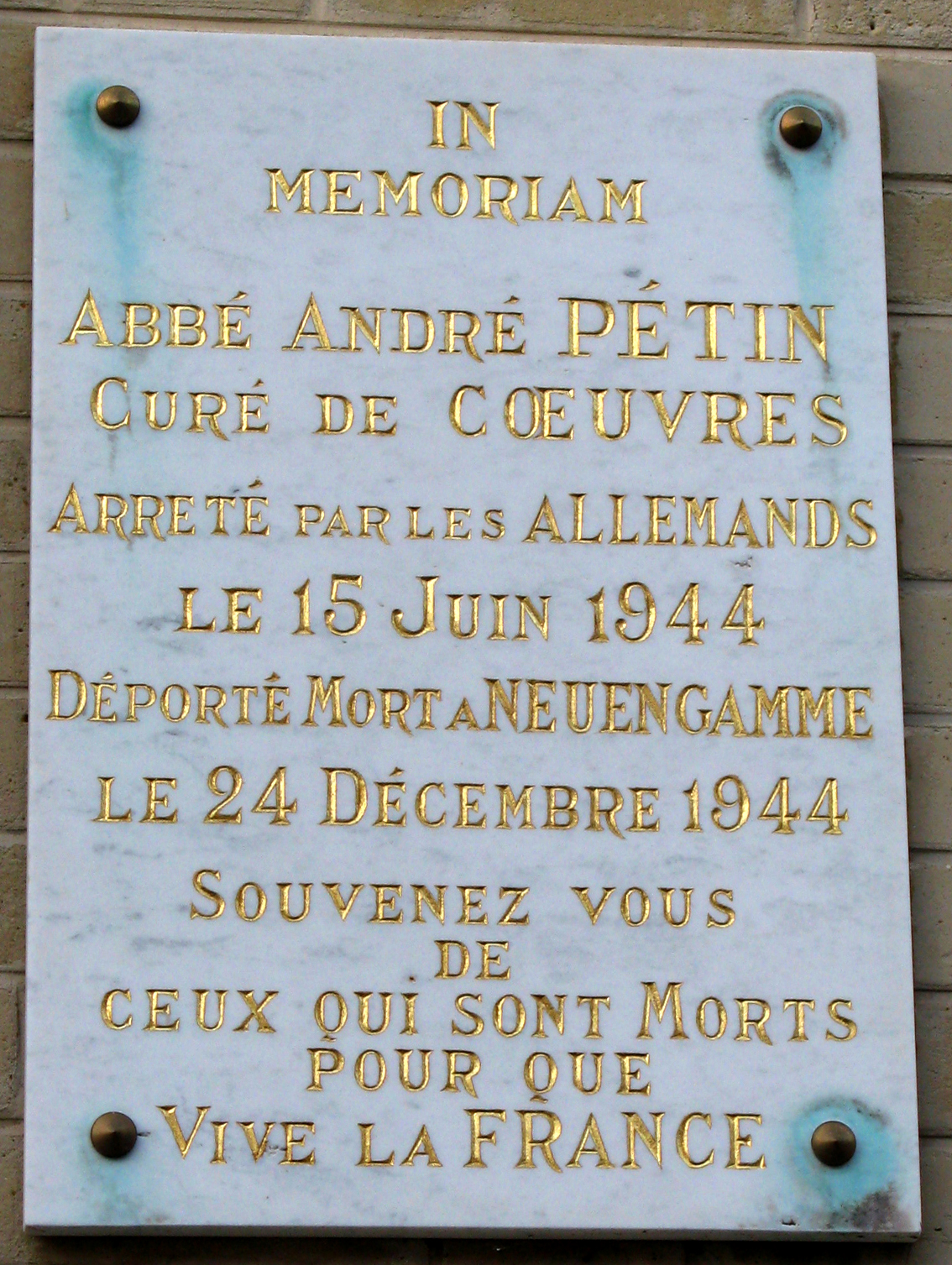
Le mémorial de l'abbé Pétin, mort en 1944.
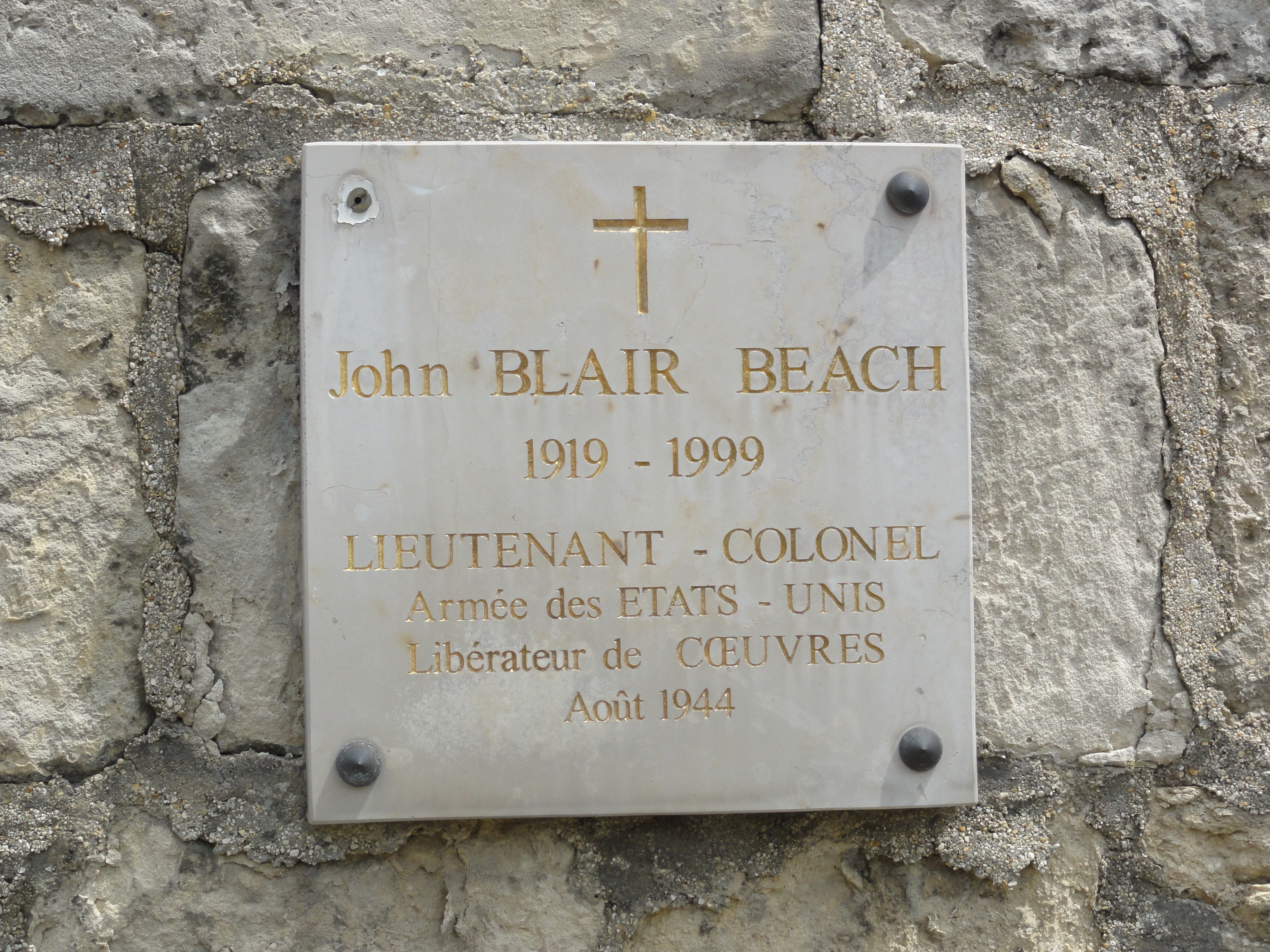
La plaque commémorant la libération par John Blair Beach en 1944.

### Personnalités liées à la commune
- Pierre Du Moulin (1568-1658), théologien protestant, qui vécut deux ans de sa petite enfance à Cœuvres (de 1570 à 1572), alors que son père y était pasteur.
- Claude Delettre (1740-1821), homme politique né à Coeuvres-et-Valsery, député du clergé aux États généraux de 1789.
- René Dulieu (1903-1992), artiste peintre né à Cœuvres-et-Valsery. Primé au Salon des indépendants, ainsi qu'au salon Violet de Paris. Il repose au cimetière de Cœuvres-et-Valsery.
- Gabrielle D'Estrées née au château de Coeuvres  en 1573, morte à Paris en 1599

## Pour approfondir